# Sunyani Polytechnic

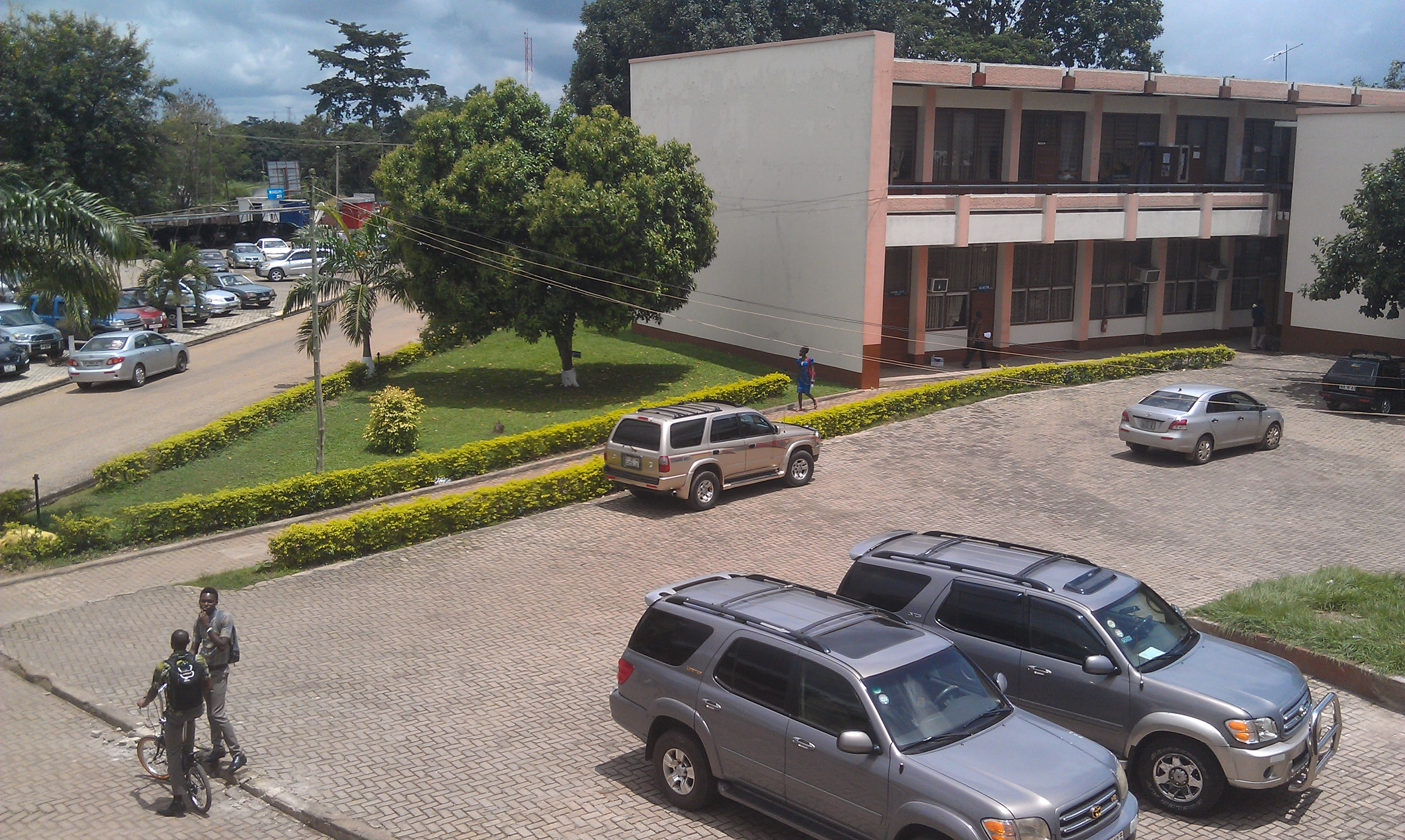
Sunyani Polytechnic (2015)

Die Sunyani Polytechnic (dt. Fachhochschule Sunyani), im Jahre 2016 in Sunyani Technical University umbenannt, ist eine von zehn Fachoberschulen im westafrikanischen Staat Ghana. Sie wurde in Sunyani, der Hauptstadt der Bono Region, gegründet.